# 관리통화제도
관리통화제도(管理通貨制度)는 통화관리 당국이 통화를 금의 제약으로부터 자유롭게 하고 통화의 공급량을 통제하는 제도를 말한다.
이 통제 내지 관리는 대외 환시세의 유지, 물가의 안정, 기타 경제 일반의 안정을 목적으로 이루어지는 것이다. 금본위제도 아래에서 통화의 공급량은 금의 증감에 따라 제약을 받는 데 대하여, 관리통화제도 아래에서는 관리 당국이 통화의 발행량을 관리한다. 공개시장정책, 할인정책 등 통화관리정책은 금본위제 아래서도 시행되었으나 관리통화제도는 그 역할을 강조, 보다 효과적으로 한 것이다. 브레튼 우즈 체제 붕괴 이후 오늘날은 관리통화제도가 세계적으로 보급되어 있다.

## 개요
금 본위제에서 은행권 발행량은 당국의 금 보유액에 따라 제한을 받는다. 반면에 관리통화제도 아래에서는 행정부의 통화 정책에 따르며, 화폐 가치는 보통 중앙 은행인 당국의 정책에 의해 움직이며 따라서 그 가치는 불안정하다.
통화관리 당국은 통화 정책을 통해 화폐 가치를 안정시키고자 한다. 일반적으로 중앙 은행은 시중 은행의 담보에 대하여 통화를 발행하는 것이 원칙이며, 이 경우 통화 가치는 시중의 신용을 담보로 한다. 반면에 행정부가 국채를 발행하여 중앙 은행이 인수하는 경우, 통화 가치는 징세권, 국고 등 행정부의 신용을 담보로 한다. 이 원칙에 어긋나는 정책이 이루어지면 인플레이션이나 디플레이션이 일어난다.
관리통화제도는 은행권의 발행량이 본위 실물의 비축량과 관계가 없기 때문에 경기와 물가 조정을 위한 통화량 조절을 할 수 있다. 따라서 통화 당국이 행정부에 종속적인 경우 경기를 위한 지속적인 금융 완화가 인플레이션을 일으키는 경향이 있다.

## 역사
관리통화제도 채택 이전에는 국제 금융 시장에서는 금 본위제가 통용되었다. 이 경우 은행에 금화 혹은 금괴를 예탁하고 그 보관증에 해당하는 지폐를 이용하여 거래, 최종 정산은 은행에서 금을 정산받게 된다.
금 본위제 아래에서의 국제 결제는 전쟁으로 중단되는 일이 잦았다. 19세기에는 런던이 국제 금융 결제의 중심으로서 런던을 중심으로 대량의 금 수송이 일어나고 있었는데, 1차세계대전으로 런던의 금융기관이 활동을 정지하자 국제 금 결제가 순식간에 마비되었다.
1차세계대전 이후에는 경제력의 차에 따라 금이 미국으로 유통되기 시작하며 미국에서는 화폐가 과잉 유통되기 시작했고 지속적인 인플레이션이 일어났다.
이에 대응하여 미국이 통화준비의 금의 일부를 불태화 정책을 취하자 금본위제의 국제수지 조정기능을 잃어버리고 금이 몰리는 현상이 일어나기 시작했다. 프랑스에서는 1차세계대전의 배상금으로 독일에서 1320억 마르크 청구권을 얻었으나 현물이 충분하지 않아 프랑스 리브르의 가격이 하락하여 인플레이션이 발생하여 금을 비축하기 시작했다. 이런 상황에서 1929년 세계 대공황이 확대되어 영국은 1931년 금 본위제를 이탈하고 미국을 제외한 다른 나라도 잇달아 금 본위제를 이탈하여 관리통화제도가 시행되었다.
2차세계대전 이후에는 IMF 체제에서 달러에 대해 금 본위제를 시행하고 달러를 기축 통화로 각국 통화를 미국 달러에 고정 환율제로 연동하는 브레튼 우즈 체제가 성립되었다. 브레튼 우즈 체제에서는 각 회원국은 국내에서는 관리통화제도를 가지며 외환 당국이 환율 개입과 금융 정책으로 달러 고정환율을 1% 이내로 유지하였다. 1971년 미국의 재정 적자, 경상 적자가 증가하고 인플레이션이 진행되자 회원국들이 미국에 금태환을 요구, 미국이 태환 정지를 단행하며 완전히 관리통화제도로 이행하였다.